# (9688) Goudsmit
(9688) Goudsmit ist ein Asteroid des Hauptgürtels, der am 24. September 1960 von dem niederländischen Astronomenehepaar Cornelis Johannes van Houten und Ingrid van Houten-Groeneveld entdeckt wurde. Die Entdeckung geschah im Rahmen des Palomar-Leiden-Surveys, bei dem von Tom Gehrels mit dem 120-cm-Oschin-Schmidt-Teleskop des Palomar-Observatoriums aufgenommene Feldplatten an der Universität Leiden durchmustert wurden.
Der Asteroid wurde am 5. Juli 2001 nach dem US-amerikanischen Physiker niederländischer Herkunft Samuel Abraham Goudsmit (1902–1978) benannt, der 1925 gemeinsam mit George Eugene Uhlenbeck die Existenz des Elektronenspins postulierte.